# 김용필
김용필(1975년 3월 3일 ~ )은 대한민국의 트로트 가수이자 방송인이다. 과거에는 TV 리포터 출신의 아나운서였다.

## 학력
- 풍납초등학교
- 풍납중학교
- 경성고등학교

## 방송
- 아주 특별한 아침 (2000-2006)
- 생방송 오늘 아침 (2006-2019)
- 지금 해결해 드립니다 (2011-)
- 성공예감 Yes I Can (2012)
- 소비자의 눈 블랙박스 (2012)
- 실업극복 특별생방송
- 현장E
- 굿모닝 투자의 아침 (2013)
- 파워 매거진 (2013)
- 생생경제 정보톡톡 (2018-2021)
- 미스터트롯2 - 새로운 전설의 시작 (2022-2023) - Top16(14위)
- 황금어장 라디오스타 -게스트 (2023년)
- 쩐당포 -게스트 (2023년)
- 4인용식탁 - 박선주편 초대손님 (2024년)